# 寇恂
寇恂（前1世紀？—36年），字子翼，上谷昌平人。东汉政治人物。寇恂为上谷世家，后归顺刘秀，先后镇守河内、颍川和汝南，退敌平叛，又为前线转运箭矢、马匹和粮食，在东汉统一战争中立下汗马功劳，史书比之为萧何。寇恂治理地方政绩卓越，离任颍川时百姓请求再留寇恂一年，后世便以“借寇”形容百姓相留地方官，为雲台二十八將第五位。

## 生平

### 上谷功曹
寇恂为上谷昌平人，其家族世代为名门大姓。寇恂最开始在本郡太守耿况手下做郡功曹，深得耿况器重。
更始元年（23年）王莽兵败被杀，更始帝即位。更始帝派使者巡行各郡国，说“先投降的恢复爵位。”耿况交上印信后，使者没有还给他的意思。寇恂便带兵去见使者，请求归还印绶。使者不肯，说：‘我是天王派下的使者，功曹您想胁迫我吗？’寇恂说：“我不敢胁迫使君，不过窃以为你的做法不周密。现在天下刚刚平定，国家的信义还没传扬出去，使君执持符节，前往各地，各个郡国无不伸长脖子侧着耳朵、闻风归附。现在刚到上谷就失去信义，败坏各地的归化之心，滋长背叛的裂痕，又如何能号令其他郡呢？况且耿府君在上谷，长期为官民所爱戴，现在要撤换他，如果是贤人则会局促不安，是不贤明的人则更是只会引起动乱。为使君考虑，不如恢复耿府君的官职以使百姓安心。”使者不回应，寇恂的随从便以使者命令召见耿况。耿况一到，寇恂就向前取下印绶给耿况。使者不得已，只能秉承皇帝旨意颁布诏书，耿况受诏而归。

### 归附刘秀
更始元年末，王郎起兵。王郎派将领巡行上谷郡，要调动耿况的部队。此时耿况的儿子耿弇已经归附了刘秀，并写信给耿况称赞刘秀的气量和才略，劝早日来与刘秀相见。耿况前往昌平，派小儿子耿舒献马。寇恂和门下掾闵业也劝耿况归顺大司马刘秀。耿况担心王郎势大，寇恂说：“现在上谷富足，有万骑士兵，凭借大郡的资产，可以仔细地选择去处。我请求向东和渔阳联合，齐心合力，邯郸的势力不值得担心。”耿弇此时也恰好来到昌平，支持耿况派寇恂东联彭宠，归附刘秀。耿况于是派寇恂前往彭宠处结谋。
寇恂回来，抵达昌平，袭击杀死了王郎派来的使者。寇恂与耿弇、上谷长史景丹联合吴汉等率领的渔阳军，向南沿途攻杀王郎手下大将、九卿、校尉四百余人，平定涿郡、中山、巨鹿、清河、河间等二十二县，在广阿和刘秀会合。刘秀拜寇恂为偏将军，号承义侯。寇恂跟从刘秀讨灭群贼，多次与邓禹谋议。邓禹认为他不寻常，送给他牛、酒，与其结好。

### 镇守河内
建武元年（25年）春，光武帝劉秀向南平定了河內，但更始帝的大司馬朱鮪等以重兵盘踞洛陽，并州又未平定，劉秀認爲鎮守河内很難，便向鄧禹咨詢鎮守河内的人選。鄧禹說：「過去漢高祖任命蕭何留守在關中，從此無復四顧之憂，從而得以專心於山東，終成大業。現在河內以黃河為屏障，人口衆多，北通上黨，南接洛陽。寇恂文武兼備，有統治人民的才能，除他以外無人可以勝任！」遂拜寇恂为河內太守，并要求他供应补给、操练军队、阻止其他军队北渡黄河。寇恂砍伐淇園的竹子，製作了百餘萬箭矢，養馬兩千匹，收租四百萬斛，轉運往供給軍隊。
镇守洛阳的朱鲔听说刘秀北上、河内空虚，便派討難將軍苏茂、副將贾彊带兵三万多人，从巩县渡过黄河攻打温县。朱鲔的檄書到達，寇恂立刻急行出軍，並發公文要求屬縣發兵在温县下會合。军中的将帅官佐都勸諫說：“現在洛陽的軍隊渡過黃河，前後不絕，應該等待各路軍隊全部集結，才可出戰。”寇恂說：“溫縣是河内郡的藩蔽，丟失了溫縣則無法守住河内郡。”於是急行趕赴溫縣。第二天作戰，军队還沒集結完成，偏将军冯异派的救兵剛好感到，寇恂便命士兵爬上城楼大喊“劉公兵到了”，使苏茂的部队動搖，趁机出击，大败敌军，苏茂的士兵自己跳进黄河淹死的就有几千人，俘虏万余人，杀死贾彊。寇恂、馮異乘勝度過黃河，圍住洛陽城一遍后返回。從此洛陽震動，白天城門緊閉。當時，劉秀聼傳聞說朱鮪攻破河內，过了一会儿，寇恂檄文到了，劉秀大喜道：“我知道寇子翼可勝任！”
后来寇恂听取同学茂陵人董崇的劝说，便推病不管事。到了刘秀要攻打洛阳时，寇恂便派他哥哥的儿子寇张、姐姐的儿子谷崇做部队的先锋。刘秀很欣赏他们，封他们做偏将军。

### 任职颍川
建武二年（26年），寇恂因犯拘囚拷问上书人的罪被免职。当时颖川人严终、赵敦聚众万余人，和密县人贾期合兵劫掠。寇恂遭免職數月后，被任命為潁川太守，与破奸将军侯进攻擊贾期，歷時數月，將贾期斬首，潁川郡全部平定。光武帝封寇恂为雍奴侯，赏万户。期間任用郭弘為決曹掾。
執金吾賈復的部将在潁川殺人，寇恂將其拘捕處死。當時國家剛剛建立，部隊中人犯法大多會被容忍，賈復因此引以爲恥，和左右說：“我與寇恂同爲將帥，今日被他陷害。大丈夫岂有怀着怨恨而不决断的呢？我见到寇恂，一定要亲手杀了他。”寇恂知道后不與賈復見面。谷崇说：“我也是将军。带剑侍卫在旁边，有变乱也足以抵挡。”寇恂说：“不對。過去藺相如不畏懼秦王而屈於廉頗，是為國家著想。區區趙囯，尚有此義，我怎麽可以忘了這個道理呢？”于是命令属下各县存储准备酒饭，贾复军队入界，就用两人份的酒食招待。贾复入界后，寇恂上路上出迎，但半途就称病而囘，贾复想领兵去追，但士兵都已经喝醉。寇恂让谷崇将情况通知刘秀，刘秀便征召寇恂，寇恂到时，贾复正在席上见到寇恂到来想要退避。刘秀勸說：“现在天下还没平定，两虎怎么能够私鬥呢？”下诏两人同坐。於是两人和解，相挨着坐十分开心，最後共車同出，結友而去。寇恂回到潁川。
建武三年（27年），寇恂做汝南太守，与骠骑将军杜茂讨伐盗贼，后来便修建乡学，教授学生。期間舉薦周嘉為孝廉。
建武七年（31年），寇恂接替朱浮为执金吾。第二年，寇恂跟随光武帝攻打隗嚣，这时颍州盗贼蜂起，寇恂便与光武帝一同驾车南征，盗贼全部投降。最后光武帝没有留任寇恂为颍州太守，百姓請求再借寇恂留任一年，皇帝准許，史稱“借寇恂”。

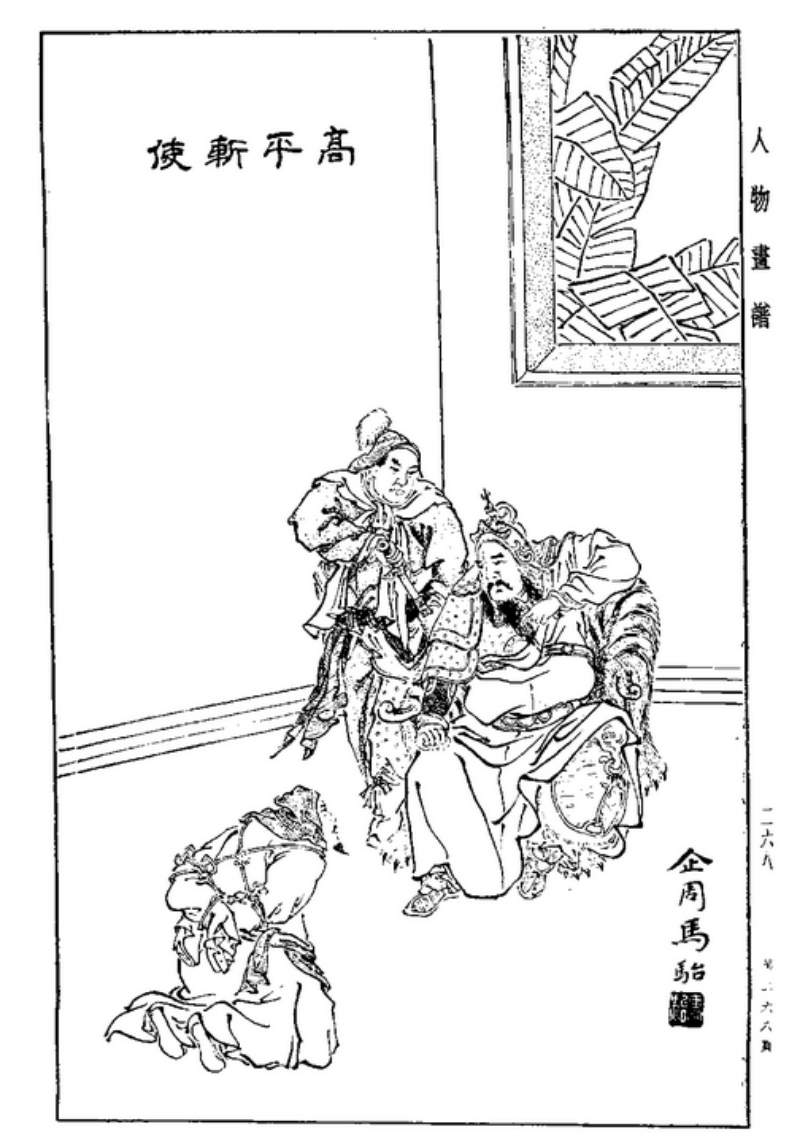
寇恂高平斬使

建武十年（34年），光武帝准备亲自讨伐隗嚣余党高峻，寇恂劝阻他，但光武帝不听，最终还是没有攻下。后来光武帝派寇恂出使高峻，说如果还不投降，就要带耿弇等五营攻打他。高峻的军师皇甫文会见寇恂，婉言推辞不肯投降，寇恂大怒，杀死了皇甫文。并派皇甫文的副使告诉高峻“軍師無禮，已戮之矣。欲降，急降；不欲，固守。”高峻當天就打開城門投降。

### 名重朝廷
建武十二年（36年），寇恂去世，諡曰威侯。儿子寇损继承爵位。

## 家族
寇恂的同產弟和哥哥的子、姐姐的子共八人以軍功封列侯，但不传于后世。

### 子女
- 寇損：寇恂嫡子，襲爵為雍奴侯，后徙封为扶柳侯。寇損死后，子寇釐嗣爵为扶柳侯，后徙封商鄉侯。寇釐死后，子寇襲嗣爵。
- 寇損：寇寿庶兄，建武十三年被封为洨侯。

### 后裔
- 寇恂孫女為大將軍鄧騭夫人，因此寇氏於永初年間得志。
- 寇荣：寇恂曾孙，汉桓帝時為侍中，后被皇帝所杀。

## 评价
- 鄧禹：“寇恂文武備足，有牧人禦眾之才。”（《後漢書·鄧寇列傳第六》）
- 范晔、司马彪《後漢書·鄧寇列傳第六》：“傳稱‘喜怒以類者鮮矣’。夫喜而不比，怒而思難者，其惟君子乎！子曰：‘伯夷、叔齊，不念舊惡，怨是用希。’於寇公而見之。”“元侯淵謨，乃作司徒。明啟帝略，肇定秦都。勛成智隱，靜其如愚。子翼守溫，蕭公是埒。系兵轉食，以集鴻烈。誅文屈賈，有剛有折。”

## 相關

### 傳説
- 民间传说中，认为云台二十八将上应二十八宿，而寇恂则对应心月狐。

### 影视
- 《秀麗江山之長歌行》中，崔桐赫饰演寇恂。

## 延伸阅读
[在维基数据编辑]
 《後漢書·卷16》，出自范晔《後漢書》
 《東觀漢記》
 在维基共享资源阅览影像

### 引用
1. ↑  《後漢紀·光武皇帝紀卷第一》：弇亦書與況，盛陳世祖度略，宜速來相見。
2. ↑  《後漢紀·光武皇帝紀卷第一》：況乃馳至昌平，遣小子舒獻馬焉。
3. ↑  《後漢書·耿弇列傳第九》：弇走昌平就況，因說況使寇恂東約彭寵，各發突騎二千匹，步兵千人。
4. ↑  《後漢書·耿弇列傳第九 》：弇與景丹、寇恂及漁陽兵合軍而南，所過擊斬王郎大將、九卿、校尉以下四百餘級，得印綬百二十五，節二，斬首三萬級，定涿郡、中山、巨鹿、清河、河間凡二十二縣，遂及光武於廣阿。
5. ↑  《後漢紀·光武皇帝紀卷第三》：明旦，陳兵未合，而馮異適至。恂乃令士卒乘城鼓噪，曰：「公兵至！」茂陣動，因奔擊，大破之。茂兵自投河，死者過半，斬其副將賈彊，遂乘勝渡河，環洛陽城，乃還。
6. ↑  《後漢書·馮岑賈列傳第七》：異遣校尉護軍將兵，與寇恂合擊茂，破之。異因度河擊鮪，鮪走；異追至洛陽，環城一匝而歸。